# Skimuseet

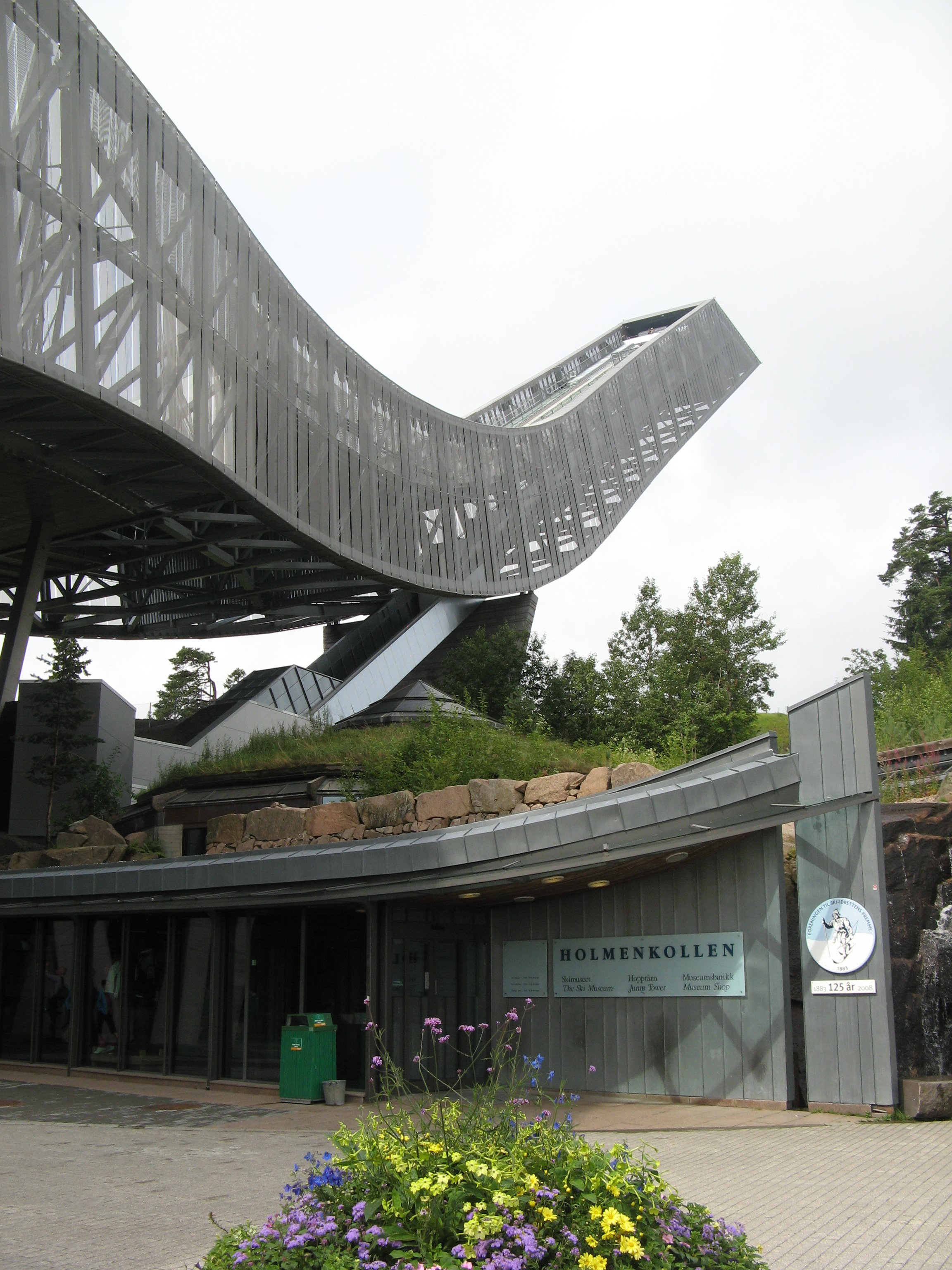
Holmenkollbacken med ingången till Skimuseet, juli 2011.

Skimuseet i Oslo är en samling av skidor och annan vinterutrustning. Det öppnades 1923 och ägdes av Skiforeningen. Fram till 1951 höll det till i en egen fin byggnad (som numera är riven) vid Frognerseteren (precis norr om där Skistua ligger idag). I samband med ombyggnaden av Holmenkollbacken 1951 flyttades samlingen till nya lokaler vid själva hoppet. Här höll de till fram till 1983 då nya lokaler sprängdes in i berget vid sidan av hoppet.

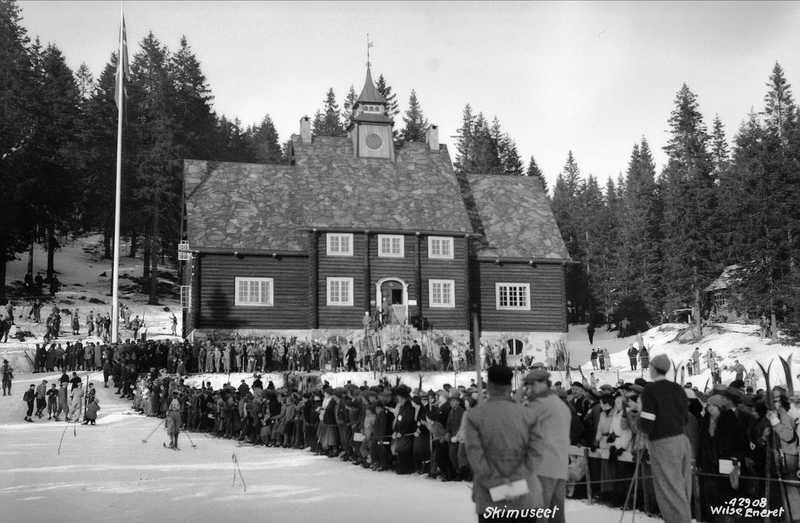
Skidtävling framför Skimuseet vid Frognerseteren 1935.

Förutom många gamla och nya skidtyper (runt 800 par) som har tillhört en av Norges främsta idrottsutövare, och skidutrustning, har Skimuseet skidutrustning från polarexpeditionen till Nansen och Amundsen med bland annat en kopia av själva tältet som restes på Sydpolen 1911. Museet innehåller dessutom et skidmakarverkstad, premiesamlingar utgivna av vintersportutövare och ett specialbibliotek med böcker relaterade till vintersport.
En egen samling visar utvecklingen av skidbindningen från den enkla vidjebindningen eller läderremmen till de moderna och specialiserade skidbindningarna.